# Joe Sugg
Joseph Graham "Joe" Sugg (Wiltshire, 1991. szeptember 8. –) angol internetes személyiség és író, aki a ThatcherJoe nevű YouTube-csatornája által vált híressé. 2016-ban már több mint 7 millió feliratkozót tudhatott magáénak világszerte.

## Magánélete
Joe nővére, Zoe Sugg szintén YouTube személyiség és vlog készítő. Sugg a középiskola elvégzése után tetőfedőként kezdett el dolgozni (innen a csatorna neve is) eleinte még a videókészítéssel párhuzamosan folytatta is ezt a tevékenységet. 2014-ben elhagyta szülővárosát és Londonban összeköltözött barátjával, a szintén YouTube-személyiség Caspar Lee-vel, akivel 2016 márciusáig lakott együtt.

## Karrier

### YouTube
Joe, 2011 novemberében hozta létre fő csatornáját, a ThatcherJoe-t, ami azóta nem várt népszerűséget ért el: 2015 novemberében már több, mint 5 és fél millió feliratkozónak örvendhet. A minden hét vasárnapján megjelenő videói között láthatunk kihívásokat, szívatásokat, hangutánzásokat és egyéb szórakoztató tevékenységeket.
Második csatornája, a ThatcherJoeVlogs amit 2013 januárjában hozott létre szintén nagy sikernek örvend több mint 7 millió követővel.Itt videóblogokat oszt meg mindennapjairól valamint 'The Poop Scoop névre hallgató livestreamjében minden hét péntekén élőben jelentkezik be csatornájára.
Gamer csatornája, a ThatcherJoeGames 2013 májusában került publikálásra.

### Zene
2014-ben részt vett két videó és egy videóklipet elkészítése erejéig a „YouTube Boyband” nevű formációban, ahol 4 másik YouTube-os társával énekeltek fel először ismert dalokat, szórakoztatásképpen. Majd később a Comic Relief égisze alatt jótékonysági célokból elkészítettek egy videóklipet, ezúttal egy saját dallal.
Sugg emellett részt vett még a „Do They Know It's Christmas?” című szám 2014-es feldolgozásában, egy sor világsztár társaságában. Ezúttal az ebola járvány károsultjainak gyűjtöttek pénzt.
2017-ben közreműködött barátja Conor Maynard - 'Are U Sure' című számának videóklipjének forgatásában.

### Film
2015-ben barátjával, Caspar Lee-vel egy cameo szerepet kaptak a Spongyabob – Ki a vízből! című animációs filmben. Ugyanebben az évben jelent meg első filmjük, a Joe and Caspar Hit the Road, melyben Európát utazzák be egy furgonnal különböző munkákat kipróbálva. 
2016-ban adták ki ennek folytatását, a Joe and Caspar Hit the Road USA-t.

### Könyvek
A Hodder & Stoughton 2015-ben publikálta a 'Username: Evie' című képregényalbumot, amelynek Sugg a szerzője. Ennek elkészítésében olyan művészek segítettek neki, mint: Matt Whyman, Amrit Birdi, Joaquin Pereyra és Mindy Lopkin. A mű elmeséli egy zaklatott tinédzser lány - Evie - életét, aki létrehoz magának egy álomvilágot, ahol saját maga lehet. Az apja - aki halálos beteg - megteremt neki egy virtuális valóságot, de még mielőtt tökéletesen befejezhetné, belehal a betegségébe. Viszont hagy a lányának egy alkalmazást, amivel beléphet ebbe a világba, ahol minden az ő személyiségétől függ. 2016-ban jelent meg a képregény folytatása, a Username-Generator.

## Fordítás
- Ez a szócikk részben vagy egészben  a   Joe Sugg című angol Wikipédia-szócikk fordításán alapul.  Az eredeti cikk szerkesztőit annak laptörténete sorolja fel. Ez a jelzés csupán a megfogalmazás eredetét és a szerzői jogokat jelzi, nem szolgál a cikkben szereplő információk forrásmegjelöléseként.